# أدوبي لايف موشن
أدوبي لايف موشن (بالإنجليزية: Adobe LiveMotion)‏ برنامج حاسوبي طورته أدوبي وأُصدِرَ في عام 2000 واعتُبر منافساً مباشراً لماكروميديا فلاش. حل البرنامج محل أدوبي إيمج ستايلر المتوقف الذي باعته أدوبي من 1998 إلى 2000.
استخدُم لايف موشن لإنشاء رسومات متحركة تفاعلية، وكان قادراً على التصدير إلى مجموعة متنوعة من التنسيقات، بما في ذلك كويك تايم وماكروميديا فلاش. يمتلك لايف موشن واجهة وخطاً زمنياً للحركة مشابهين لأدوبي أفتر إفكتس وكان لديه القدرة على مشاركة الملفات باستخدام تنسيق تبادل ملفات أدوبي، مما يسهل نقل المشروع إلى أي من تطبيقات أدوبي الأخرى.
أصدرت أدوبي لايف موشن ولايف موشن 2.0 قبل إيقاف التطوير في 15 نوفمبر 2003 بسبب ضعف المبيعات نتيجة المنافسة الشديدة من منافسه ماكروميديا فلاش. أعلنت أدوبي وماكروميديا في أوائل عام 2005 أنهما ستندمجان، مما كان من المحتمل أن يؤدي إلى إلغاء مشروع لايف موشن على أي حال.
حصل البرنامج على تقييم 9 من 10 على موقع سي نت.

## وصلات خارجية
- صفحة منتج لايف موشن – نسخة محفوظة 4 أكتوبر 2003 على موقع واي باك مشين.
- LiveMotionCentral.com - موقع موارد لايف موشن